# Hurricäde
Hurricäde fou un grup de música post-hardcore / screamo format l'any 2007 a Girona i dissolt al 2015 fent el seu últim concert a la mítica Atzavara Club de Sant Feliu de Guíxols després de 8 anys d'activitat, varies gires peninsulars i europees, i quatre referències d'estudi enregistrades.

## Discografia
- Self Titled 10" (2008)
- Pariah's Pharos 10" (2011)
- Anachronisms LP (2014)[4][5]
- Split w/Descubriendo a Mr.Mime 7" EP (2016)